# Combretinae
Combretinae  es una subtribu  de plantas con flores en la familia de las  Combretaceae.  El género tipo es: Combretum Loefl. Contiene los siguientes géneros.

## Géneros
- Aetia Adans. = Combretum Loefl.
- Bureava Baill. = Combretum Loefl.
- Cacoucia Aubl. = Combretum Loefl.
- Calopyxis Tul. = Combretum Loefl.
- Calycopteris Lam.
- Campylochiton Welw. ex Hiern = Combretum Loefl.
- Campylogyne Welw. ex Hemsl. = Combretum Loefl.
- Chrysostachys Pohl = Combretum Loefl.
- Combretum Loefl.
- Cristaria Sonn. = Combretum Loefl.
- Embryogonia Blume = Combretum Loefl.
- Forsgardia Vell. = Combretum Loefl.
- Getonia Roxb. = Calycopteris Lam.
- Gonocarpus Ham. = Combretum Loefl.
- Grislea L. = Combretum Loefl.
- Guiera Adans. ex Juss.
- Hambergera Scop. = Combretum Loefl.
- Kleinia Crantz = Combretum Loefl.
- Meiostemon Exell & Stace =~ Combretum Loefl.
- Physopodium Desv. = Combretum Loefl.
- Poivrea Comm. ex Thouars = Combretum Loefl.
- Quisqualis L. =~ Combretum Loefl.
- Schousboea Willd. = Combretum Loefl.
- Seguiera Rchb. ex Oliv. = Combretum Loefl.
- Sheadendron G. Bertol. = Combretum Loefl.
- Sphalanthus Jack = Combretum Loefl.
- Thiloa Eichler
- Udani Adans. = Combretum Loefl.